# Перейра, Нелсон
Нелсон Алешандре Гомеш Перейра (порт. Nélson Alexandre Gomes Pereira; род. 20 октября 1975, Торриш-Ведраш) — португальский футболист, вратарь. Большую часть своей карьеры провел в клубе «Спортинг». Участник чемпионата мира 2002 в составе национальной сборной Португалии.

## Клубная карьера
После того, как Нелсон начал свою футбольную карьеру в родном клубе «Торренсе», он в основном использовался в качестве подмены в «Спортинге», сначала Петеру Шмейхелю, затем Рикарду, в течение почти десяти лет. Его лучший сезон за лиссабонцев пришёлся на чемпионат Португалии 2002/03. Он помог клубу занять третье место в чемпионате, после чего покинул клуб, сыграв в 19 матчах.
После сезона 2005/06, Нельсон перешёл в «Виторию Сетубал», но в связи с невыплатой заработной платы, проблема повторяющаяся в клубе на протяжении последних сезонов до его прибытия, Нельсон покинул Сетубал. Будучи без игровой практики в течение почти шести месяцев, он присоединился к «Эштреле Амадора», в июле 2007 года.
«Эштрела Амадора» была понижена в классе в сезоне 2008/09, после продолжающихся финансовых проблем, хотя чемпионат команда закончила в середине таблицы. Нельсон впоследствии переехал в соседний «Белененсеш». Он получил травму на тренировке в декабре 2009 года и больше уже не выходил на поле. В возрасте около 35 лет, он решил завершил карьеру. В следующем году он вернулся в «Спортинг», в качестве тренера вратарей.

## Карьера в сборной
Нелсон сыграл все свои три матча за сборную Португалии в 2002 году. Он был выбран в качестве третьего вратаря на чемпионат мира по футболу 2002, но с тех пор в сборную не вызывался.